# Chisseaux
Chisseaux – miejscowość i gmina we Francji, w Regionie Centralnym, w departamencie Indre i Loara.
Według danych na rok 1990 gminę zamieszkiwały 522 osoby, a gęstość zaludnienia wynosiła 44 osoby/km² (wśród 1842 gmin Regionu Centralnego Chisseaux plasuje się na 666. miejscu pod względem liczby ludności, natomiast pod względem powierzchni na miejscu 1050.).